# Vomifoliol 4'-dehidrogenaza
Vomifoliol 4'-dehidrogenaza (EC 1.1.1.221, vomifoliol:NAD+ 4'-oksidoreduktaza) je enzim sa sistematskim imenom (6S,9R)-6-hidroksi-3-okso-alfa-ionol:NAD+ oksidoreduktaza. Ovaj enzim katalizuje sledeću hemijsku reakciju
()-6-hidroksi-3-okso-alfa-ionol + NAD+ {\displaystyle \rightleftharpoons } (6S)-6-hidroksi-3-okso-alfa-ionon + NADH + H+
Vomifoliolna 4'-dehidrogenaza oksiduje vomifoliol do dehidrovomifoliola. Ona učestvuje u metabolizmu abscisinske kiseline u Corynebacterium sp.

## Literatura
- Nicholas C. Price; Lewis Stevens (1999). Fundamentals of Enzymology: The Cell and Molecular Biology of Catalytic Proteins (Third изд.). USA: Oxford University Press. ISBN 019850229X.
- Eric J. Toone (2006). Advances in Enzymology and Related Areas of Molecular Biology, Protein Evolution (Volume 75 изд.). Wiley-Interscience. ISBN 0471205036.
- Branden C; Tooze J. Introduction to Protein Structure. New York, NY: Garland Publishing. ISBN 0-8153-2305-0.
- Irwin H. Segel. Enzyme Kinetics: Behavior and Analysis of Rapid Equilibrium and Steady-State Enzyme Systems (Book 44 изд.). Wiley Classics Library. ISBN 0471303097.
- William P. Jencks (1987). Catalysis in Chemistry and Enzymology. Dover Publications. ISBN 0486654605.

## Spoljašnje veze
- Vomifoliol+dehydrogenase на 